# Lucy-sur-Cure
Lucy-sur-Cure is een gemeente in het Franse departement Yonne (regio Bourgogne-Franche-Comté) en telt 171 inwoners (1999). De plaats maakt deel uit van het arrondissement Auxerre.

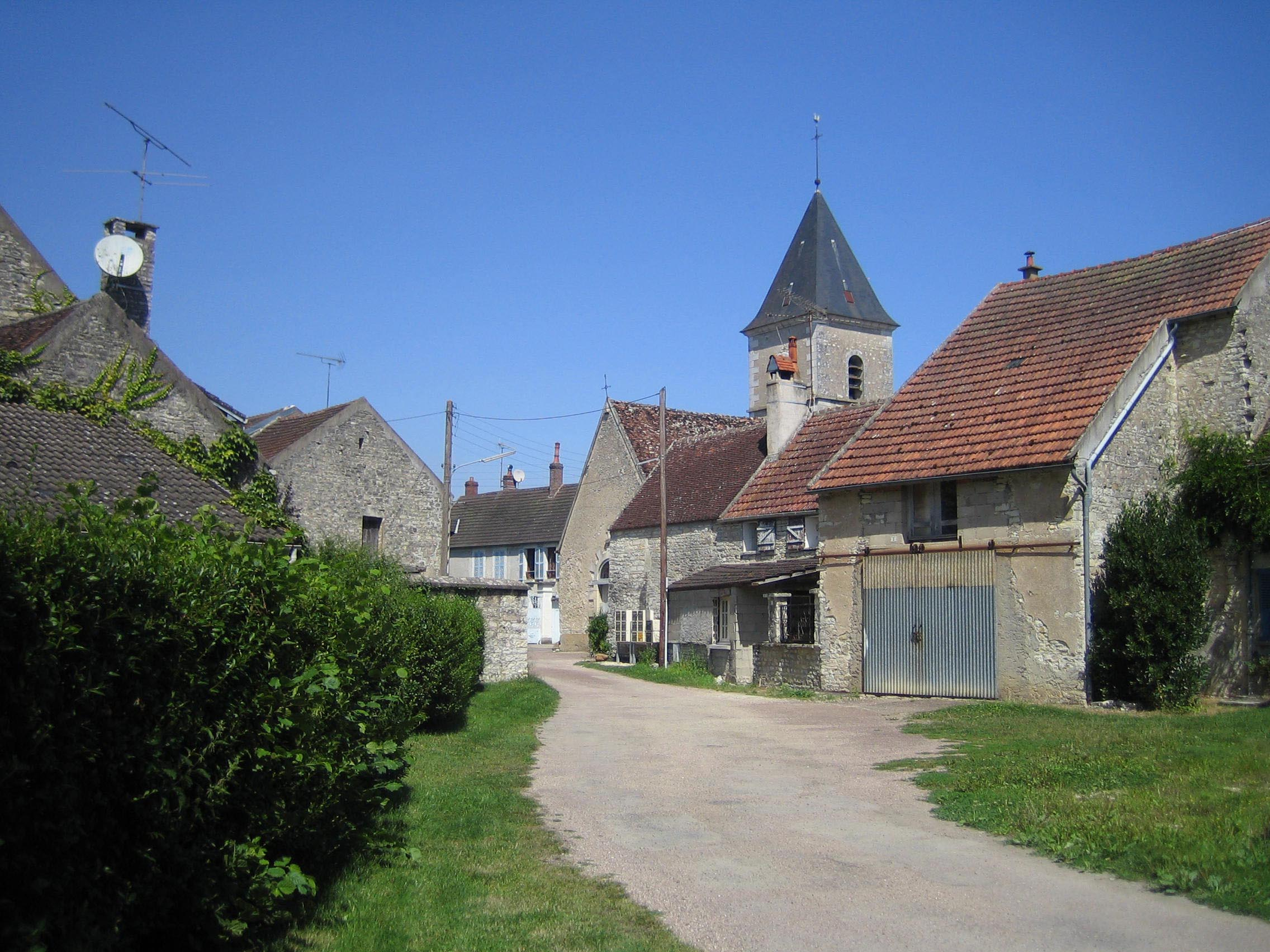
Bebouwde kom

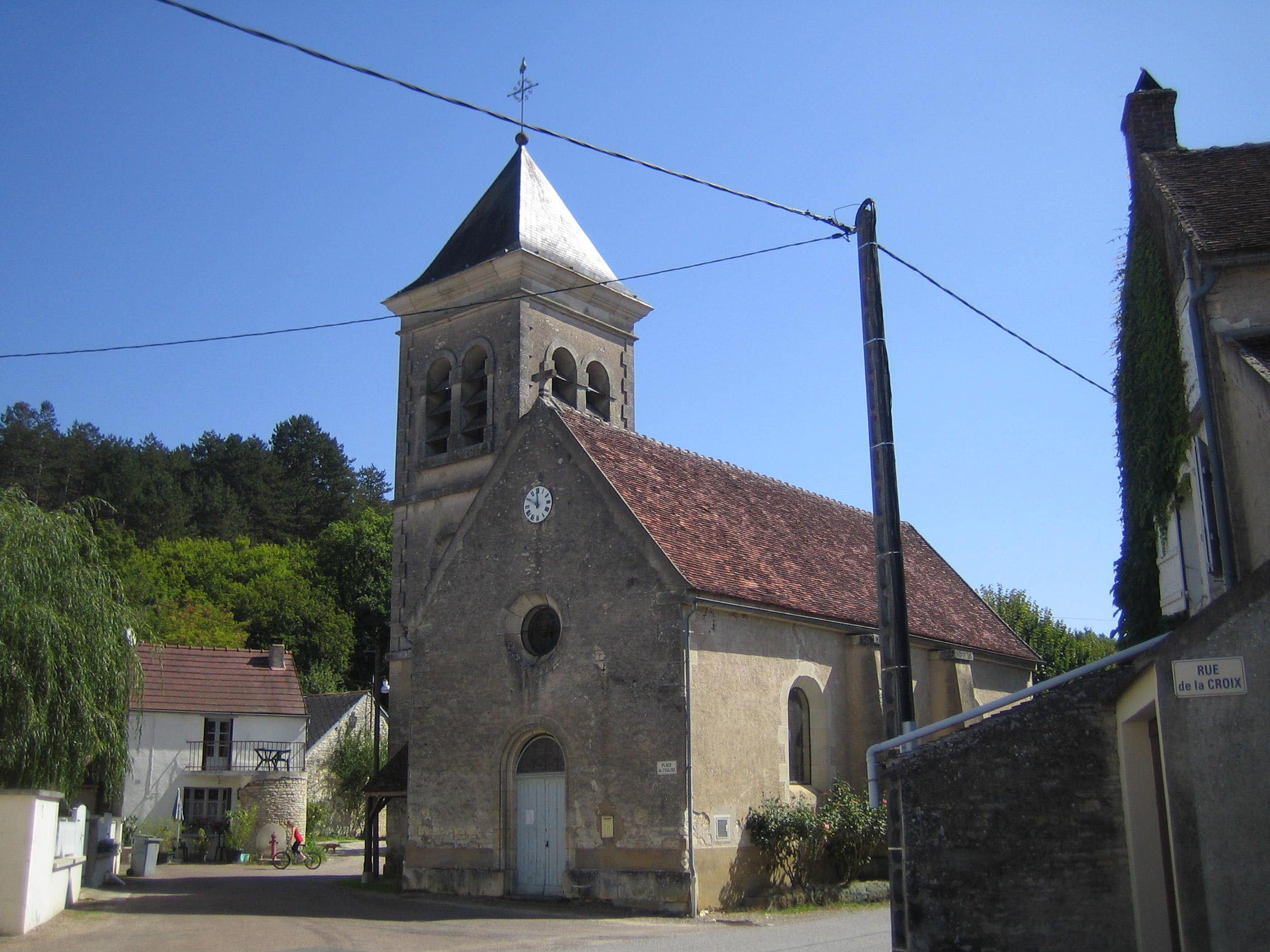
Kerk

## Geografie
De oppervlakte van Lucy-sur-Cure bedraagt 10,3 km², de bevolkingsdichtheid is 16,6 inwoners per km².
De onderstaande kaart toont de ligging van Lucy-sur-Cure met de belangrijkste infrastructuur en aangrenzende gemeenten.

## Demografie
Onderstaande figuur toont het verloop van het inwonertal (bron: INSEE-tellingen).